# Lębork
Lębork es una ciudad de Polonia localizada en la parte norte del país. Lębork es la capital del condado de Lębork, dentro del voivodato de Pomerania. 

## Historia
Formó parte del Ducado de Pomerania, a la muerte de Bogislao XIV en 1637 pasó a la Mancomunidad Polaca, que la cedió a Prusia mediante el tratado de Bromberg de 1657.

## Demografía
- - 1900: 10 442
  - 1910: 13 916
  - 1925: 17 161
  - 1933: 18 962
  - 1939: 19 114
  - 1950: ?
  - 1960: 21 200
  - 1970: 25 100
  - 1975: 26 600
  - 1980: 29 200
  - 1990: 34 300
  - 1995: 36 300
  - 1998: 37 000
  - 2002: ?
  - 2003: ?
  - 2004: 35 154
  - 2005: 35 000
  - 2006: 35 860
  - 2007: 34 988